# Harpia (sistema de espionagem)
Harpia é sistema de espionagem (também spyware ou programa espião) desenvolvido pela empresa Harpia Tecnologia Eireli. 

## No Brasil
No Brasil, o governo de Jair Bolsonaro comprou o sistema em 2021 por 5,5 milhões de dólares (cerca de 1 milhão de dólares na época), mas foi proibido em novembro de 2021 pelo TCU (Tribunal de Contas da União) de fazer“ a assinatura de qualquer ordem de serviço ou a realização de qualquer pagamento, até que o Tribunal delibere sobre o mérito da matéria em apreço”. Em janeiro de 2022, o TCU manteve sua decisão.   
Segundo a ONG Conectas de direitos humanos, "o caso foi parar na Corte de contas após Ministério Público, senador Randolfe Rodrigues e entidades da sociedade civil apresentarem pedidos para a paralisação do Pregão Eletrônico 3/2021, do Ministério da Justiça, voltado para a contratação de serviços de espionagem. 
A compra do Harpia foi feita após negociações para a compra do Pegasus, desenvolvido pela empresa israelense NSO Group, não avançar devido a graves irregularidades na licitação. A NSO desistiu do contrato, no valor de 60,9 milhões de reaias (cerca de 15 milhões de dólares na época), após o assunto repercutir negativamente na imprensa. Entre as irregularidades, o UOL apontou com exclusividade o envolvimento do vereador do Rio Carlos Bolsonaro (Republicanos), filho do presidente Jair Bolsonaro.  
A Abraji (Associação Brasileira de Jornalismo Investigativo) reportou em seu portal que "trinta e cinco [35] organizações da sociedade civil lançaram uma campanha para tentar impedir que o Ministério da Justiça compre um programa de espionagem digital usado por governos para monitorar e invadir o celular de opositores. Para especialistas ouvidos pela Abraji, tanto o software Pegasus quanto o Harpia Tecnologia podem violar o direito à privacidade e impactar o exercício do jornalismo no Brasil. 